# Nikołaj Chołodkowski

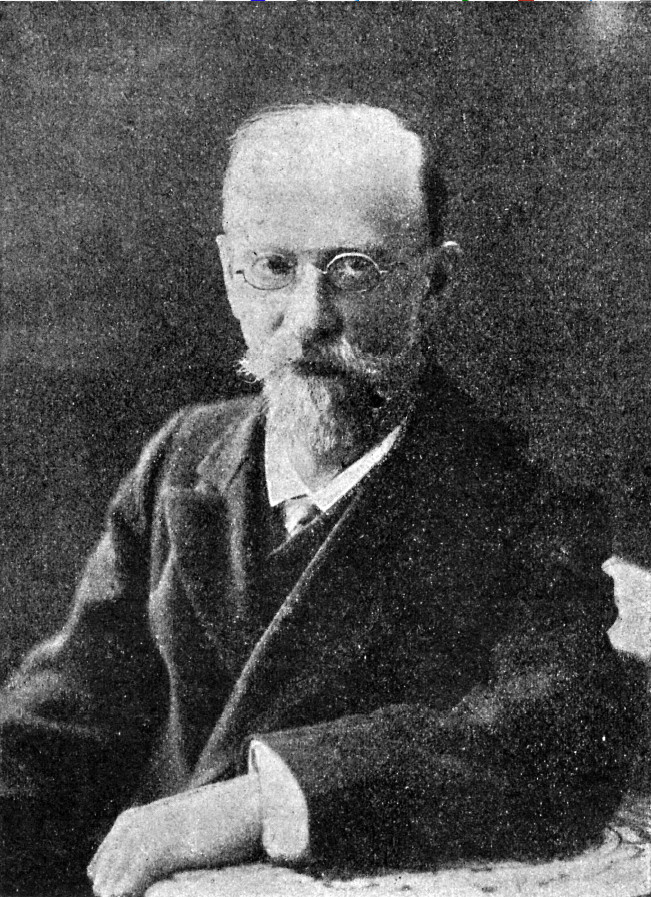
Nikołaj Aleksandrowicz Chołodkowski

Nikołaj Aleksandrowicz Chołodkowski (ros. Николай Александрович Холодковский, ur. 19 lutego/ 3 marca 1858 w Irkucku, zm. 2 kwietnia 1921 w Petersburgu) – rosyjski zoolog, poeta i tłumacz, członek korespondent Petersburskiej Akademii Nauk.